# Jos Hinsen
Joseph Hinsen, dit Jos (né le 14 avril 1931 à Rijkevorsel et mort le 15 mars 2009 à Turnhout) est un coureur cycliste néerlandais. Professionnel de 1955 à 1962, il a remporté une étape du Tour de France 1955.

## Palmarès
- 1952
  - 3e du Tour de Belgique amateurs
- 1954
  - Bierset-Namur-Bierset
- 1955
  - 7e étape du Tour de France

## Résultats sur le Tour de France
2 participations
- 1955 : 48e, vainqueur de la 7e étape
- 1956 : hors délais (15e étape)